# كلود مورين
كلود مورين هو سياسي كندي، ولد في 10 أغسطس 1953 في كندا. حزبياً، نشط في Action démocratique du Québec ‏ والحزب الليبرالي الكندي. وقد انتخب عضو الجمعية الوطنية في كيبك ‏.